# Hokkaidō Shinkansen

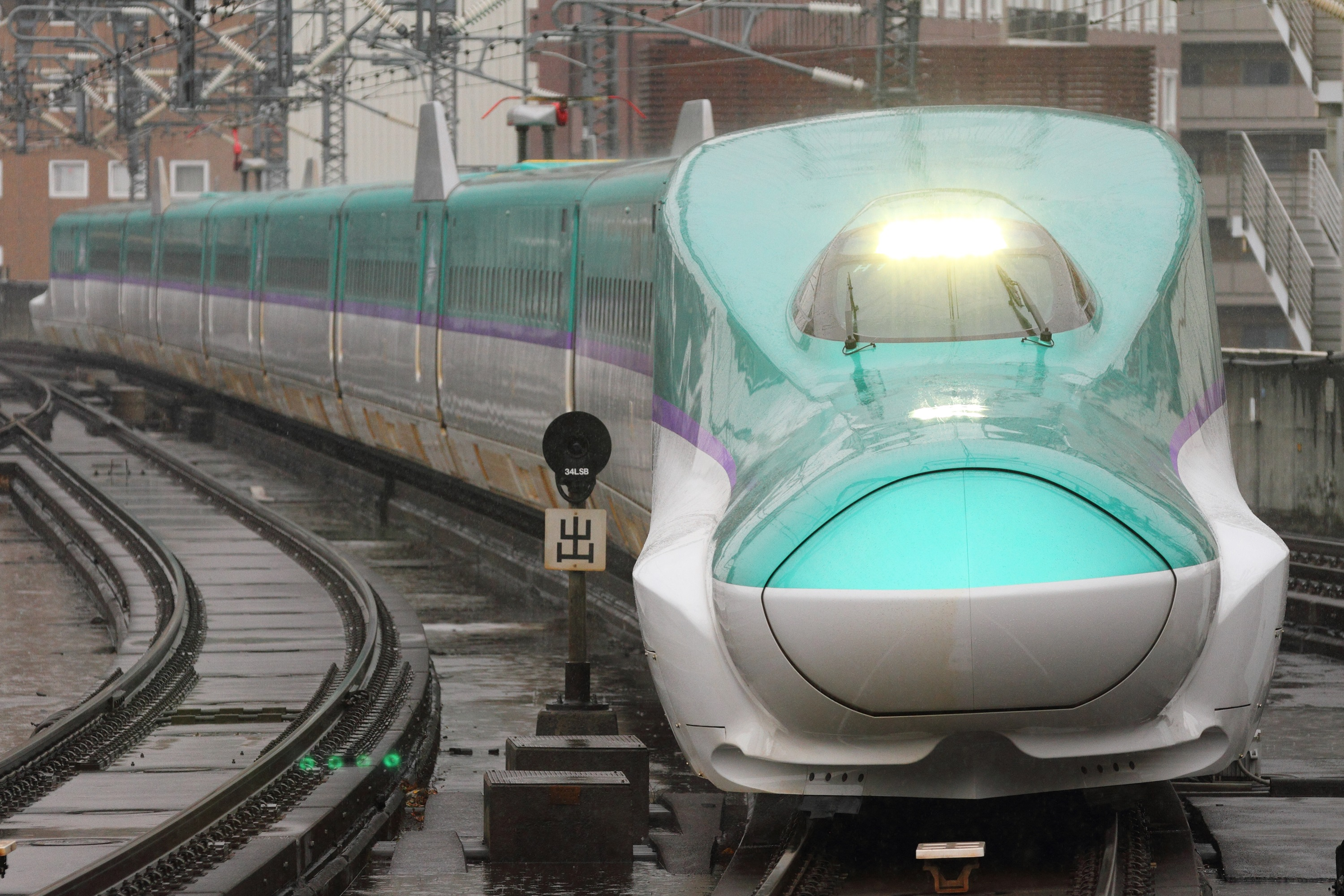
Treno della serie H5

La Hokkaidō Shinkansen (北海道新幹線?) è una ferrovia ad alta velocità giapponese, a scartamento normale, in fase di completamento per collegare Sapporo a Shin-Aomori. La ferrovia utilizza la galleria Seikan i cui binari sono a doppio scartamento: scartamento ridotto (1.067 mm) per i treni merci e i treni passeggeri ordinari e a scartamento ordinario (1.435) mm per gli Shinkansen. Attualmente è attivo il tratto da Shin-Aomori a Shin-Hakodate-Hokuto.
La linea è operata da Hokkaido Railway Company (JR Hokkaido), che punta ad ottenere una velocità di punta di 360 km/h in seguito al completamento della costruzione. A linea completa Sapporo sarà raggiungibile da Tōkyō in 3 ore e 57 minuti, diventando competitiva con l'aereo. Fra le stazioni di Shin-Otaru e Sapporo la linea passerà quasi completamente in sotterranea sotto la città, prima di fuoriuscire in superficie nei pressi del capolinea.
Dal 26 marzo 2016 è aperta la tratta tra Shin-Aomori e Shin-Hakodate-Hokuto, che rappresenta il primo ingresso del treno ad alta velocità in Hokkaidō. Il tempo di percorrenza fra Tokyo e Hakodate è di 4 ore e 15 minuti.

## Storia
All'inizio degli anni 1970 furono proposte diverse tratte oltre Sapporo: a nord fino a Wakkanai via Asahikawa, a nord est fino ad Abashiri e a est fino a Kushiro tramite Oshamambe e Muroran. 
La costruzione iniziò nel maggio 2005 sul lato nord della linea, a partire da Hakodate, e all'interno del tunnel del Seikan furono effettuati dei lavori di sostituzione dei binari per il doppio scartamento, 1067 mm e 1435 mm. 
Il primo tratto tra Shin-Aomori e Shin-Hakodate-Hokuto  fu aperto il 26 marzo 2016. Il 26 marzo 2012 furono completati i lavori di scavo del tunnel di Shin-Moheji, mentre durante il mese di aprile iniziarono i lavori sulla tratta Shin-Hakodate - Sapporo con la previsione di completamento della linea entro il 2030.
Il 43% della prima tratta fra Kikonai e Shin-Hakodate è costituito da tunnel; da tale località a Sapporo lo sarà per quasi il 70%. Considerando che la linea utilizza per oltre 50 km anche il tunnel del Seikan, quasi i tre quarti del tracciato si snoda in sotterraneo. 

### Costi di costruzione
Il costo totale di costruzione della tratta Shin-Aomori e Shin-Hakodate Hokuto venne stimato in 467 miliardi di yen (quotazione di aprile 2004), mentre il costo dell'intera tratta  fino a Sapporo fu stimato in 4.670 miliardi di yen (quotazione di aprile 2003).

### Impiantistica per l'esercizio invernale
La regione nordica del Giappone, durante l'inverno, è soggetta a forti nevicate con accumulo di grandi quantitativi di neve. Per tale motivo le sezioni in viadotto sono state realizzate con incavi spioventi per far cadere la neve in cisterne sottostanti e fatta sciogliere; in corrispondenza degli impianti vengono utilizzati getti di acqua calda per prevenirne il blocco per congelamento.

## Percorso
| Stazione                                      | Jap                      | Distanza                 | Collegamenti | Luogo                    | Luogo                    |
| Tratto aperto marzo 2016                      | Tratto aperto marzo 2016 | Tratto aperto marzo 2016 | Tratto aperto marzo 2016 | Tratto aperto marzo 2016 | Tratto aperto marzo 2016 |
| --------------------------------------------- | ------------------------ | ------------------------ | --- | ------------------------ | ------------------------ |
| Shin-Aomori                                   | 新青森                   | 0 km                     | JR East: Linea principale Ōu, Tōhoku Shinkansen                                                                                              | Aomori                   | Aomori                   |
| Oku Tsugaru Imabetsu 1                        | 奥津軽いまべつ           | 38,5 km                  | JR East: Linea Tsugaru (Tsugaru-Futamata) JR Hokkaidō: Linea Kaikyō (Tsugaru-Imabetsu 2)                                                     | Imabetsu                 | Aomori                   |
| (Seikan Tunnel)                               |                          |                          | |                          |                          |
| Kikonai                                       | 木古内                   | 113,3 km                 | JR Hokkaidō: Linea Esashi, Linea Kaikyō | Kikonai                  | Hokkaidō                 |
| Shin-Hakodate Hokuto                          | 新函館北斗               | 148,9 km                 | JR Hokkaidō: Linea principale Hakodate (Oshima-Ōno)                                                                                          | Hokuto                   | Hokkaidō                 |
| In costruzione, apertura prevista per il 2035 |                          |                          | |                          |                          |
| Shin-Hakodate-Hokuto                          | 新函館北斗               |                          | | Hokuto                   | Hokkaidō                 |
| Shin-Yakumo                                   | 新八雲                   | 203 km                   | | Yakumo                   | Hokkaidō                 |
| Oshamambe                                     | 長万部                   | 236,1 km                 | JR Hokkaidō: Linea principale Hakodate, Linea principale Muroran                                                                             | Oshamanbe                | Hokkaidō                 |
| Kutchan                                       | 倶知安                   | 290,2 km                 | JR Hokkaidō: Linea principale Hakodate | Kutchan                  | Hokkaidō                 |
| Shin-Otaru                                    | 新小樽                   | 328,2 km                 | | Otaru                    | Hokkaidō                 |
| Sapporo                                       | 札幌                     | 360,2 km                 | JR Hokkaidō: Linea Chitose, Linea principale Hakodate, Linea Sasshō (Linea Gakuen-Toshi) Metropolitana di Sapporo: Linea Namboku, Linea Tōhō | Kita, Sapporo            | Hokkaidō                 |

## Materiale rotabile

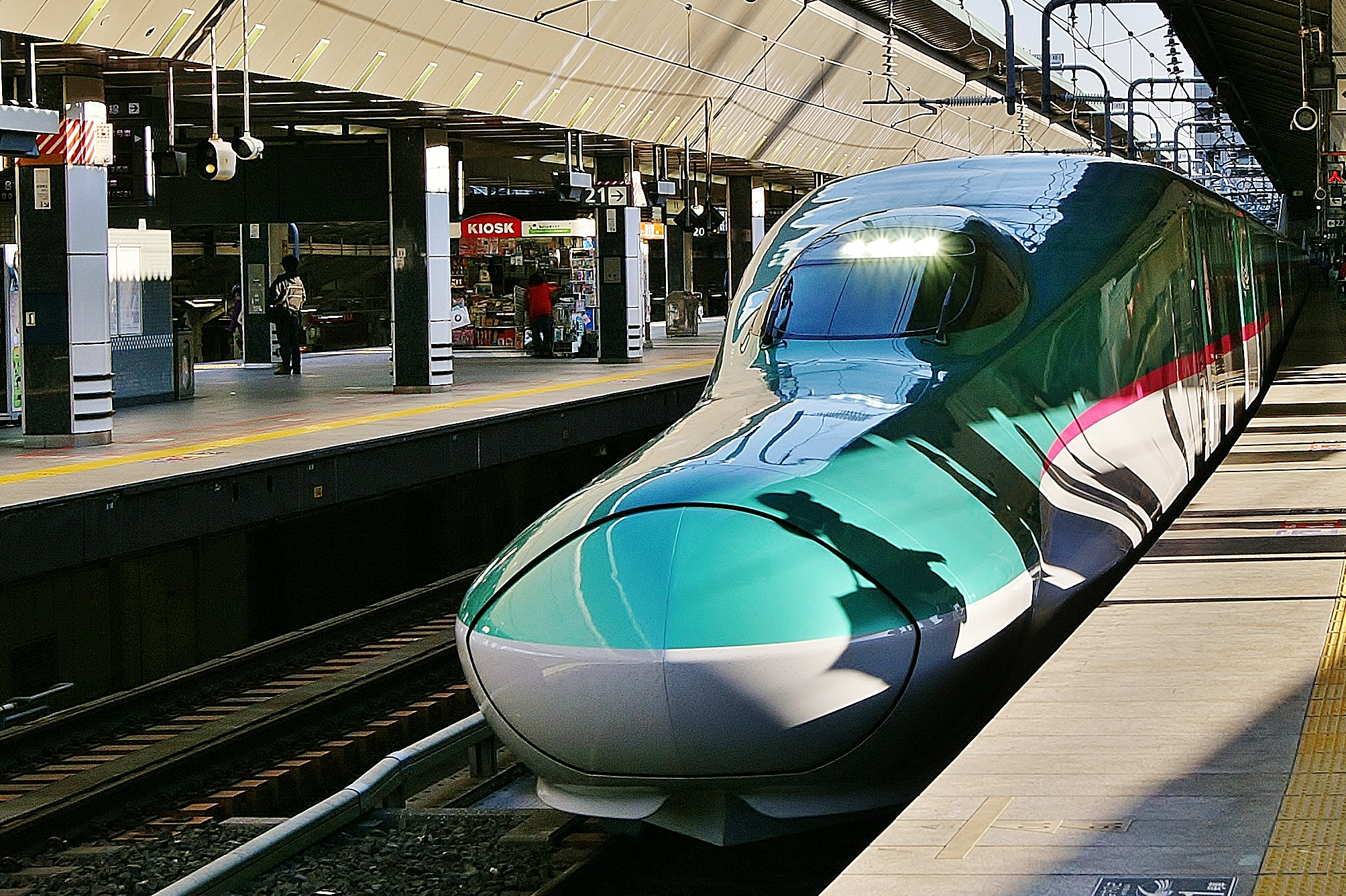
Shinkansen E5 fermo alla stazione di Tokyo

Inizialmente sul tratto di linea aperta sono stati messi in circolazione i treni Shinkansen Serie E5 precedentemente in servizio sul Tōhoku Shinkansen.